# Madeleine Morano
Madeleine Morano (Chieri, 15 novembre 1847 - Catane, 26 mars 1908) est une religieuse catholique italienne membre des Sœurs Salésiennes et vénérée comme bienheureuse par l'Église catholique. Elle est fêtée le 26 mars.

## Biographie
Madeleine Catherine Morano est née le 15 novembre 1847, sixième des huit enfants de Francesco Morano. Dès 1855, cinq de ses frères, sa sœur aînée et son père sont déjà tous décédés.
La mort de son père et de six de ses frères et sœurs fait dès son jeune âge de Maddalena le seul soutien financier de la famille. Son oncle prêtre guide ses études tandis qu'elle travaille. À l'âge de quatorze ans, le pasteur de Buttigliera d'Asti ouvre un centre éducatif pour les enfants et elle est embauchée comme enseignante.
En 1866, elle obtient son diplôme d'enseignante et veut entrer dans la vie religieuse, mais cela lui est refusé en raison de la dépendance de ses frères et sœurs survivants et de sa mère à son égard. Malgré cela, elle travaille pendant un peu plus d'une décennie jusqu'en 1878 comme enseignante à Montaldo ; elle est aussi  catéchiste dans sa paroisse locale.
Madeleine avoue à sa mère en 1877 qu'elle souhaite devenir religieuse, mais elle ne pourrait pas subvenir à ses besoins si elle la quittait. En 1878, ayant économisé assez pour assurer l'avenir de sa mère, elle finit par mettre l'accent sur ses propres aspirations pour entrer dans la vie religieuse,.
Jean Bosco accepte qu'elle rejoigne les Salésiens et elle fait profession solennelle le 4 septembre 1879 ; les deux se sont rencontrés alors que Madeleine Morano se dirigeait vers Buttigliera d'Asti. Bosco la dissuade d'être une religieuse cloîtrée et demande à Giovanni Cagliero de l'inviter dans l'ordre. Elle prononce ses vœux perpétuels en 1880. En 1881, à la demande de l'archevêque de Catane, on lui confie de nouveaux travaux où elle enseigne, lave et cuisine.
En 1881, elle se rend de Trecastagni à Catane et prend en charge un institut pour les femmes ; elle y inculque les principes des salésiens de Don Bosco et des sœurs salésiennes. Elle ouvre également de nouveaux foyers et met en place des activités parascolaires en plus de former de nouveaux enseignants,.
Madeleine Morano meurt le 26 mars 1908 d'un cancer. Au total elle aura ouvert durant sa vie 19 maisons et 12 oratoires en Sicile avec 142 sœurs ainsi que 20 novices et 9 postulantes. À cela, il faut ajouter 6 écoles, 5 jardins d'enfants, 4 résidences, et 3 écoles de religion. Dans son  livre Come stelle nel cielo sur les figures de sainteté de la Congrégation salésienne, le P. Pierluigi Cameroni affirme que Madeleine Morano avait le charisme d'une fondatrice « suscitant l'admiration de tous, autorités civiles et hiérarchies ecclésiastiques ».
Ses restes reposent à Ali Terme dans la province de Messine jusqu'au 12 septembre 1939, date à laquelle ils sont transférés dans une église de Messine gérée par les salésiens.

## Béatification
Le processus de béatification commence à Catane le 12 juillet 1935 et s'étale jusqu'au 20 janvier 1942 au cours duquel un recueil de documents est rassemblé afin d'attester la vie de Morano et ses vertus ainsi que ses œuvres au nom de Dieu. Une commission rogatoire se tient à Turin du 18 février 1936 au 6 juillet 1936 et une autre à Caracas du 14 décembre 1936 au 28 décembre 1936. Un dernier processus a lieu du 20 novembre 1947 au 12 juillet 1952. Le décret sur tous ses écrits - indispensable pour enquêter sur son travail et sa vie spirituelle - est approuvé comme ajout valable à la cause le 29 mai 1958.
Ces procédures ont lieu malgré le fait que la Congrégation des Rites - sous le pape Paul VI n'a pas approuvé officiellement la cause avant le 9 février 1967.
La Congrégation des Rites décrète que toutes les procédures tenues sont valides et les approuve le 19 juin 1970. La postulation compile et soumet la Positio à Rome en 1978 et permet au pape Jean-Paul II de la proclamer vénérable le 1er septembre 1988.
Le miracle nécessaire à sa béatification fait l'objet d'une enquête et est validé le 19 juin 1992. Le pape l'approuvé en 1994 et permet que sa béatification soit célébrée le 5 novembre 1994.
Le postulateur actuel est Pierluigi Cameroni.